# Festival of the Lion King (trilha sonora)
Festival of The Lion King é a trilha sonora de uma atração do mesmo nome no Animal Kingdom da Disney.

## Faixas
1. "Circle of Life"  – 1:39
2. "Hakuna Matata"  – 2:40
3. "Tumble Monkeys"  – 3:56
  - Sing, Sing, Sing
  - Playmates
  - Snake Charmer
  - Hakuna Matata
  - Yes! We Have No Bananas
  - Hawaiian War Chant
4. "Be Prepared"  – 3:00
5. "Can You Feel the Love Tonight/Circle of Life (Medley)"  – 4:45
6. "Celebration Finale"  – 2:28
  - Hakuna Matata
  - Can You Feel the Love Tonight
  - Be Prepared
  - I Just Can't Wait To Be King
  - Circle of Life
7. "Circle of Life (Bows)" 0:34
8. "I Just Can't Wait To Be King (Instrumental Reprise)"  – 2:34